# Вольная борьба на летних Олимпийских играх 1948 — до 52 кг
Соревнования по вольной борьбе в рамках Олимпийских игр 1948 года в наилегчайшем весе (до 52 килограммов) прошли в Лондоне с 29 по 31 июля 1948 года в «Empress Hall».
Турнир проводился по системе с начислением штрафных баллов. За чистую победу штрафные баллы не начислялись, за победу по очкам борец получал один штрафной балл, за поражение по очкам со счётом 2-1 два штрафных балла, за поражение со счётом 3-0 или чистое поражение — три штрафных балла. Борец, набравший пять штрафных баллов, из турнира выбывал. Борцы, вышедшие в финал, проводили встречи между собой. В случае, если они уже встречались в предварительных встречах, такие результаты зачитывались. Схватка по регламенту турнира продолжалась 15 минут. Если в течение первых шести минут не было зафиксировано туше, то судьи могли определить борца, имеющего преимущество. Если преимущество никому не отдавалось, то назначалось шесть минут борьбы в партере, при этом каждый из борцов находился внизу по три минуты (очередность определялась жребием). Если кому-то из борцов было отдано преимущество, то он имел право выбора следующих шести минут борьбы: либо в партере сверху, либо в стойке. Если по истечении шести минут не фиксировалась чистая победа, то оставшиеся три минуты борцы боролись в стойке.
В наилегчайшем весе боролись 11 участников. Фаворитом был финн Ленни Вийтала, чемпион Европы 1946 года в этом новом наилегчайшем весе. Он и завоевал первое место, пройдя без поражений весь турнир. В финале Вийтала победил шведа Туре Юханссона. Интересно то, что в результате финальной встречи Юханссон никак не мог претендовать на золотую медаль: любая его победа выводила на первое место турка Халита Баламира, а его самого выводила только на серебряную медаль. 

## Призовые места
- Ленни Вийтала
- Халит Баламир
- Туре Юханссон

## Первый круг
| Штрафных баллов | Участник 1      | Результат | Участник 2                    | Штрафных баллов |
| --------------- | --------------- | --------- | ----------------------------- | --------------- |
| 1               | Туре Юханссон   | 3-0       | Мохамед Абдель Хамид Эль-Вард | 3               |
| 1               | Ленни Вийтала   | 2-1       | Халит Баламир                 | 2               |
| 1               | Билли Джерниган | 3-0       | Мансур Райзи                  | 3               |
| 1               | Пьер Бодри      | 2-1       | Адольф Ламо                   | 2               |
| 1               | Хашаба Джадхав  | 3-0       | Берт Харрис                   | 3               |
| 0               | Гарри Паркер    | Пропускал |                               |                 |

## Второй круг
| Штрафных баллов | Участник 1                     | Результат    | Участник 2      | Штрафных баллов |
| --------------- | ------------------------------ | ------------ | --------------- | --------------- |
| 1               | Туре Юханссон                  | Туше (7:18)  | Гарри Паркер    | 3               |
| 3               | Халит Баламир                  | 3-0          | Пьер Бодри      | 4               |
| 1               | Ленни Вийтала                  | Туше (14:11) | Адольф Ламо     | 5               |
| 3               | Мансур Райзи                   | Туше (3:18)  | Берт Харрис     | 3               |
| 2               | Хашаба Джадхав                 | 3-0          | Билли Джерниган | 4               |
| 6               | Мохамед Абдель Хамид Эль-Вард¹ | Пропускал    |                 |                 |

¹ Дисквалифицирован за превышение пределов веса в весовой категории.

## Третий круг
| Штрафных баллов | Участник 1    | Результат    | Участник 2      | Штрафных баллов |
| --------------- | ------------- | ------------ | --------------- | --------------- |
| 4               | Пьер Бодри    | Неявка       | Гарри Паркер    | 6               |
| 3               | Халит Баламир | Туше (13:27) | Туре Юханссон   | 4               |
| 2               | Ленни Вийтала | 3-0          | Билли Джерниган | 7               |
| 3               | Мансур Райзи  | Туше (5:31)  | Хашаба Джадхав  | 5               |

## Четвёртый круг
| Штрафных баллов | Участник 1    | Результат   | Участник 2   | Штрафных баллов |
| --------------- | ------------- | ----------- | ------------ | --------------- |
| 4               | Туре Юханссон | Туше (5:22) | Пьер Бодри   | 7               |
| 4               | Халит Баламир | 3-0         | Мансур Райзи | 6               |
| 2               | Ленни Вийтала | Пропускал   |              |                 |

## Финал
| Штрафных баллов | Участник 1    | Результат | Участник 2    | Штрафных баллов |
| --------------- | ------------- | --------- | ------------- | --------------- |
| 3               | Ленни Вийтала | 3-0       | Туре Юханссон | 7               |
| 4               | Халит Баламир | Пропускал |               |                 |